# Olle Meijer
Olle Meijer, född 1998 i Karlskrona, är en svensk löpare inom lång- och ultradistans som är bosatt i Göteborg och tävlar för Hälle IF. Han är svensk rekordhållare på distansen 100 km med tiden 6:20:51 och segrare i Ultravasan 2023, 2024 och 2025. Meijer är uttagen till att representera Sverige på VM i 100 km i december 2024.